# هيرمان فراش
هيرمان فراش (بالألمانية: Hermann Frasch) هو عالم كيمياء وصناعي ألماني-أمريكي عاش في الفترة ما بين سنتي 1851 - 1914.
ينسب إلى هذا العالم الفضل في اختراع وتطوير عملية صناعية من أجل استخراج عنصر الكبريت من خاماته تحت سطح الأرض، وتعرف العملية باسمه: عملية فراش.